# Jean de Murol
Jean de Murol (Estaing, 1340 circa – Avignone, 10 febbraio 1399) è stato uno pseudocardinale francese, creato dall'antipapa Clemente VII.

## Biografia
Nacque ad Estaing intorno al 1340.
L'antipapa Clemente VII lo elevò al rango di (pseudo) cardinale nel concistoro del 12 luglio 1385.
Morì il 10 febbraio 1399 ad Avignone.